# Mistrovství České republiky v orientačním běhu 2000
8. ročník Mistrovství České republiky v orientačním běhu proběhl v roce 2000 v pěti individuálních a dvou týmových disciplínách.

## Nejúspěšnější závodníci
Pořadí závodníků podle získaných medailí (tzv. olympijského hodnocení) všech mistrovských kategorií (D16 – mladší dorostenky, D18 – starší dorostenky, D20 – juniorky, D21 – ženy, H16 – mladší dorostenci, H18 – starší dorostenci, H20 – junioři, H21 – muži) v individuálních disciplínách v roce 2000. Uvedeni jsou závodníci, kteří získali alespoň dvě medaile a zároveň alespoň jednu zlatou medaili.
| Medailové pořadí závodníků na MČR | Medailové pořadí závodníků na MČR | Medailové pořadí závodníků na MČR | Medailové pořadí závodníků na MČR | Medailové pořadí závodníků na MČR |
| Jméno                             | 1. místo                          | 2. místo                          | 3. místo                          | Celkem                            |
| --------------------------------- | --------------------------------- | --------------------------------- | --------------------------------- | --------------------------------- |
| Rudolf Ropek                      | 4                                 |                                   |                                   | 4                                 |
| Michaela Przyczková               | 3                                 | 1                                 |                                   | 4                                 |
| Martina Dočkalová                 | 2                                 | 3                                 |                                   | 5                                 |
| Jiří Kazda                        | 2                                 | 2                                 |                                   | 4                                 |
| Zuzana Stehnová                   | 2                                 |                                   | 2                                 | 4                                 |
| Lucie Waldová                     | 2                                 |                                   |                                   | 2                                 |
| Tomáš Dlabaja                     | 1                                 | 3                                 |                                   | 4                                 |
| Vendula Klechová                  | 1                                 | 2                                 | 1                                 | 4                                 |
| Jaromír Švihovský                 | 1                                 | 2                                 |                                   | 3                                 |
| Veronika Běhounová                | 1                                 | 2                                 |                                   | 3                                 |
| Jan Vodička                       | 1                                 | 1                                 | 1                                 | 3                                 |
| Zdenka Stará                      | 1                                 | 1                                 | 1                                 | 3                                 |
| Ondřej Prášil                     | 1                                 | 1                                 | 1                                 | 3                                 |
| Michal Jedlička                   | 1                                 | 1                                 |                                   | 2                                 |
| Jaroslav Krčál                    | 1                                 | 1                                 |                                   | 2                                 |
| Olga Lepšíková                    | 1                                 |                                   | 1                                 | 2                                 |
| Ondřej Kazda                      | 1                                 |                                   | 1                                 | 2                                 |

## Mistrovství ČR v nočním OB
| Datum závodu   | 15. 4. 2000 |  | Místo konání    | Bobrůvka • aréna |  | Pořadatel       | TJ Spartak 1. Brněnská |
| Ředitel závodu |             |  | Hlavní rozhodčí |                  |  | Stavitelé tratí | Radim Kheil            |
| Název mapy     | Dolní Tis   |  | Web závodu      |                  |  | Výsledky závodu |                        |

| Zkrácené výsledky             | Zkrácené výsledky       | Zkrácené výsledky       | Zkrácené výsledky       | Zkrácené výsledky       | Zkrácené výsledky | Zkrácené výsledky       | Zkrácené výsledky                         | Zkrácené výsledky       | Zkrácené výsledky       |
| Pořadí                        | H21 – muži              | H21 – muži              | H21 – muži              | H21 – muži              | Pořadí            | D21 – ženy              | D21 – ženy                                | D21 – ženy              | D21 – ženy              |
| ----------------------------- | ----------------------- | ----------------------- | ----------------------- | ----------------------- | ----------------- | ----------------------- | ----------------------------------------- | ----------------------- | ----------------------- |
| Zlatá medaile                 | Rudolf Ropek            | Dukla Liberec           | 1:02:50                 |                         | Zlatá medaile     | Mária Honzová           | TJ TŽ Třinec                              | 55:50                   |                         |
| Stříbrná medaile              | Martin Štěpánek         | KOS TJ Tesla Brno       | 1:05:52                 | +3:02                   | Stříbrná medaile  | Barbora Chudíková       | VSK VŠB TU Ostrava                        | 57:48                   | +1:58                   |
| Bronzová medaile              | Martin Macek            | OK 99 Hradec Králové    | 1:07:20                 | +4:30                   | Bronzová medaile  | Jana Fikkerová          | Sportcentrum Jičín                        | 1:00:13                 | +4:23                   |
| 4                             | Pavel Žemlík            | SKOB Zlín               | 1:07:32                 | +4:42                   | 4                 | Veronika Kupcová        | VŠTJ Ekonom Praha                         | 1:02:58                 | +7:08                   |
| 5                             | Michal Matějů           | USK Praha               | 1:08:14                 | +5:24                   | 5                 | Marie Slováková         | OOB TJ Slovan Luhačovice                  | 1:03:49                 | +7:59                   |
| 6                             | Petr Henych             | OK Jilemnice            | 1:08:20                 | +5:30                   | 6                 | Pavla Sedlářová         | Orientační Běh Opava                      | 1:05:21                 | +9:31                   |
| 7                             | Kamil Arnošt            | USK Praha               | 1:08:45                 | +5:55                   | 7                 | Barbora Waldová         | USK Praha                                 | 1:05:57                 | +10:07                  |
| 8                             | Jan Kučera              | USK Praha               | 1:08:46                 | +5:56                   | 8                 | Gabriela Orálková       | KOS TJ Lokomotiva Krnov                   | 1:06:10                 | +10:20                  |
| 9                             | Martin Kondrát          | SK Praga                | 1:11:31                 | +8:41                   | 9                 | Lenka Klimplová         | OK Lokomotiva Pardubice                   | 1:07:22                 | +11:32                  |
| 10                            | Vlastimil Polák         | OOS TJ Spartak Vrchlabí | 1:11:42                 | +8:52                   | 10                | Kristýna Kupcová        | USK Praha                                 | 1:07:55                 | +12:05                  |
| Pořadí                        | H20 – junioři           | H20 – junioři           | H20 – junioři           | H20 – junioři           | Pořadí            | D20 – juniorky          | D20 – juniorky                            | D20 – juniorky          | D20 – juniorky          |
| Zlatá medaile                 | Jaromír Švihovský       | OK Jiskra Nový Bor      | 54:53                   |                         | Zlatá medaile     | Zuzana Stehnová         | Oddíl OB Kotlářka                         | 40:59                   |                         |
| Stříbrná medaile              | Tomáš Kalenský          | Sportcentrum Jičín      | 54:59                   | +0:06                   | Stříbrná medaile  | Anežka Jahnová          | USK Praha                                 | 43:27                   | +2:28                   |
| Bronzová medaile              | Jan Mrázek              | Oddíl OB Kotlářka       | 57:35                   | +2:42                   | Bronzová medaile  | Dana Brožková           | Sportcentrum Jičín                        | 45:41                   | +4:42                   |
| Pořadí                        | H18 – starší dorostenci | H18 – starší dorostenci | H18 – starší dorostenci | H18 – starší dorostenci | Pořadí            | D18 – starší dorostenky | D18 – starší dorostenky                   | D18 – starší dorostenky | D18 – starší dorostenky |
| Zlatá medaile                 | Ondřej Kazda            | Sportcentrum Jičín      | 45:17                   |                         | Zlatá medaile     | Romana Kalenská         | Sportcentrum Jičín                        | 31:49                   |                         |
| Stříbrná medaile              | Tomáš Dlabaja           | SKOB Zlín               | 45:18                   | +0:01                   | Stříbrná medaile  | Martina Dočkalová       | OK Lokomotiva Pardubice                   | 34:42                   | +2:53                   |
| Bronzová medaile              | Jan Vodička             | Sportcentrum Jičín      | 45:39                   | +0:22                   | Bronzová medaile  | Jana Kozielková         | TJ TŽ Třinec                              | 36:08                   | +4:19                   |
| Pořadí                        | H16 – mladší dorostenci | H16 – mladší dorostenci | H16 – mladší dorostenci | H16 – mladší dorostenci | Pořadí            | D16 – mladší dorostenky | D16 – mladší dorostenky                   | D16 – mladší dorostenky | D16 – mladší dorostenky |
| Zlatá medaile                 | Jaroslav Krčál          | OK Lokomotiva Pardubice | 34:35                   |                         | Zlatá medaile     | Michaela Przyczková     | TJ TŽ Třinec                              | 25:09                   |                         |
| Stříbrná medaile              | Ondřej Prášil           | OK Jilemnice            | 35:00                   | +0:25                   | Stříbrná medaile  | Lenka Hrušková          | SK Orientační sporty Nové Město na Moravě | 26:54                   | +1:45                   |
| Bronzová medaile              | Jan Marcaník            | SKOB Zlín               | 36:46                   | +2:11                   | Bronzová medaile  | Karolína Kousalová      | Sportcentrum Jičín                        | 28:21                   | +3:12                   |
| << předchozí • následující >> |                         |                         |                         |                         |                   |                         |                                           |                         |                         |

Souhrnné informace naleznete v článku Mistrovství České republiky v nočním orientačním běhu.

## Mistrovství ČR na dlouhé trati
| Datum závodu   | 29. 4. 2000 |  | Místo konání    | Brumov u Lysic • aréna |  | Pořadatel       | KOS TJ Tesla Brno |
| Ředitel závodu |             |  | Hlavní rozhodčí |                        |  | Stavitelé tratí | Radovan Čech      |
| Název mapy     | Sýkoř 701   |  | Web závodu      |                        |  | Výsledky závodu |                   |

| Zkrácené výsledky             | Zkrácené výsledky       | Zkrácené výsledky        | Zkrácené výsledky       | Zkrácené výsledky       | Zkrácené výsledky | Zkrácené výsledky       | Zkrácené výsledky        | Zkrácené výsledky       | Zkrácené výsledky       |
| Pořadí                        | H21 – muži              | H21 – muži               | H21 – muži              | H21 – muži              | Pořadí            | D21 – ženy              | D21 – ženy               | D21 – ženy              | D21 – ženy              |
| ----------------------------- | ----------------------- | ------------------------ | ----------------------- | ----------------------- | ----------------- | ----------------------- | ------------------------ | ----------------------- | ----------------------- |
| Zlatá medaile                 | Rudolf Ropek            | Dukla Liberec            | 2:21:24                 |                         | Zlatá medaile     | Kateřina Mikšová        | SK Praga                 | 1:42:05                 |                         |
| Stříbrná medaile              | Libor Zřídkaveselý      | SK Žabovřesky Brno       | 2:27:40                 | +6:16                   | Stříbrná medaile  | Zdenka Stará            | KOS TJ Tesla Brno        | 1:42:46                 | +0:41                   |
| Bronzová medaile              | Marek Prášil            | OK Jihlava               | 2:35:19                 | +13:55                  | Bronzová medaile  | Marta Štěrbová          | OK Lokomotiva Pardubice  | 1:46:55                 | +4:50                   |
| 4                             | Petr Bořánek            | USK Praha                | 2:36:24                 | +15:00                  | 4                 | Kateřina Heczková       | KOS TJ Tesla Brno        | 1:50:38                 | +8:33                   |
| 5                             | Martin Tichovský        | SK OK 24 Praha           | 2:36:55                 | +15:31                  | 5                 | Barbora Waldová         | USK Praha                | 1:51:12                 | +9:07                   |
| 6                             | Pavel Hanák             | SK SKI-OB Šternberk      | 2:37:31                 | +16:07                  | 6                 | Eva Šichnárková         | SKOB Zlín                | 1:52:39                 | +10:34                  |
| 7                             | Martin Štěpánek         | KOS TJ Tesla Brno        | 2:38:24                 | +17:00                  | 7                 | Marie Slováková         | OOB TJ Slovan Luhačovice | 1:52:55                 | +10:50                  |
| 8                             | David Hanslian          | OOB TJ Slovan Luhačovice | 2:39:59                 | +18:35                  | 8                 | Hana Lejsková           | SK OK 24 Praha           | 1:53:40                 | +11:35                  |
| 9                             | Petr Henych             | OK Jilemnice             | 2:40:12                 | +18:48                  | 9                 | Šárka Valášková         | USK Praha                | 1:53:49                 | +11:44                  |
| 10                            | Pavel Žemlík            | SKOB Zlín                | 2:40:40                 | +19:16                  | 10                | Barbora Chudíková       | VSK VŠB TU Ostrava       | 1:54:33                 | +12:28                  |
| Pořadí                        | H20 – junioři           | H20 – junioři            | H20 – junioři           | H20 – junioři           | Pořadí            | D20 – juniorky          | D20 – juniorky           | D20 – juniorky          | D20 – juniorky          |
| Zlatá medaile                 | Jiří Kazda              | Sportcentrum Jičín       | 1:47:11                 |                         | Zlatá medaile     | Vendula Klechová        | KOS TJ Tesla Brno        | 1:19:51                 |                         |
| Stříbrná medaile              | Jaromír Švihovský       | OK Jiskra Nový Bor       | 1:50:33                 | +3:22                   | Stříbrná medaile  | Dana Brožková           | Sportcentrum Jičín       | 1:24:39                 | +4:48                   |
| Bronzová medaile              | Michal Černý            | OK 99 Hradec Králové     | 1:51:47                 | +4:36                   | Bronzová medaile  | Zuzana Stehnová         | Oddíl OB Kotlářka        | 1:25:42                 | +5:51                   |
| Pořadí                        | H18 – starší dorostenci | H18 – starší dorostenci  | H18 – starší dorostenci | H18 – starší dorostenci | Pořadí            | D18 – starší dorostenky | D18 – starší dorostenky  | D18 – starší dorostenky | D18 – starší dorostenky |
| Zlatá medaile                 | Jakub Šumbera           | OOB TJ Slovan Luhačovice | 1:32:51                 |                         | Zlatá medaile     | Veronika Běhounová      | OK 99 Hradec Králové     | 1:21:54                 |                         |
| Stříbrná medaile              | Tomáš Dlabaja           | SKOB Zlín                | 1:33:02                 | +0:11                   | Stříbrná medaile  | Martina Dočkalová       | OK Lokomotiva Pardubice  | 1:23:23                 | +1:29                   |
| Bronzová medaile              | Jakub Novotný           | KOB Konice               | 1:35:47                 | +2:56                   | Bronzová medaile  | Blanka Folprechtová     | OOB TJ Turnov            | 1:24:08                 | +2:14                   |
| << předchozí • následující >> |                         |                          |                         |                         |                   |                         |                          |                         |                         |

Souhrnné informace naleznete v článku Mistrovství České republiky v orientačním běhu na dlouhé trati.

## Mistrovství ČR na krátké trati
| Datum závodu   | 23. 9. 2000 |  | Místo konání    | Arnoltice • aréna |  | Pořadatel       | OK Jiskra Nový Bor |
| Ředitel závodu |             |  | Hlavní rozhodčí |                   |  | Stavitelé tratí | Jaroslav Lamač     |
| Název mapy     | Čabel       |  | Web závodu      |                   |  | Výsledky závodu |                    |

| Zkrácené výsledky             | Zkrácené výsledky       | Zkrácené výsledky            | Zkrácené výsledky       | Zkrácené výsledky       | Zkrácené výsledky | Zkrácené výsledky       | Zkrácené výsledky                         | Zkrácené výsledky       | Zkrácené výsledky       |
| Pořadí                        | H21 – muži              | H21 – muži                   | H21 – muži              | H21 – muži              | Pořadí            | D21 – ženy              | D21 – ženy                                | D21 – ženy              | D21 – ženy              |
| ----------------------------- | ----------------------- | ---------------------------- | ----------------------- | ----------------------- | ----------------- | ----------------------- | ----------------------------------------- | ----------------------- | ----------------------- |
| Zlatá medaile                 | Michal Jedlička         | Dukla Liberec                | 25:38                   |                         | Zlatá medaile     | Olga Lepšíková          | OK Jiskra Nový Bor                        | 27:26                   |                         |
| Stříbrná medaile              | Lukáš Přinda            | Slavia Liberec orienteering  | 25:58                   | +0:20                   | Stříbrná medaile  | Eva Šichnárková         | SKOB Zlín                                 | 27:40                   | +0:14                   |
| Bronzová medaile              | Radovan Čech            | KOS TJ Tesla Brno            | 26:40                   | +1:02                   | Bronzová medaile  | Zdenka Stará            | KOS TJ Tesla Brno                         | 27:58                   | +0:32                   |
| 4                             | Libor Zřídkaveselý      | SK Žabovřesky Brno           | 27:18                   | +1:40                   | 4                 | Bohdana Térová          | OK Doksy                                  | 28:20                   | +0:54                   |
| 5                             | Petr Losman             | OK 99 Hradec Králové         | 27:34                   | +1:56                   | 5                 | Kateřina Mikšová        | SK Praga                                  | 28:35                   | +1:09                   |
| 6                             | Jan Skřička             | KOS TJ Tesla Brno            | 27:39                   | +2:01                   | 6                 | Zuzana Macúchová        | KOS TJ Tesla Brno                         | 28:53                   | +1:27                   |
| 7                             | Martin Tichovský        | SK OK 24 Praha               | 27:51                   | +2:13                   | 7                 | Lenka Klimplová         | OK Lokomotiva Pardubice                   | 29:08                   | +1:42                   |
| 8                             | Radek Ticháček          | Sportcentrum Jičín           | 27:55                   | +2:17                   | 8                 | Michaela Skoumalová     | KOB Konice                                | 29:21                   | +1:55                   |
| 9                             | David Hepner            | OK Slavia Hradec Králové     | 28:03                   | +2:25                   | 9                 | Hana Lejsková           | SK OK 24 Praha                            | 29:32                   | +2:06                   |
| 10                            | Zdeněk Zuzánek          | OOB TJ Tatran Jablonec n. N. | 28:06                   | +2:28                   | 10                | Martina Schindlerová    | KOS TJ Tesla Brno                         | 30:14                   | +2:48                   |
| Pořadí                        | H20 – junioři           | H20 – junioři                | H20 – junioři           | H20 – junioři           | Pořadí            | D20 – juniorky          | D20 – juniorky                            | D20 – juniorky          | D20 – juniorky          |
| Zlatá medaile                 | Michal Smola            | SKOB Zlín                    | 24:09                   |                         | Zlatá medaile     | Zuzana Stehnová         | Oddíl OB Kotlářka                         | 23:24                   |                         |
| Stříbrná medaile              | Jiří Kazda              | Sportcentrum Jičín           | 24:37                   | +0:28                   | Stříbrná medaile  | Vendula Klechová        | KOS TJ Tesla Brno                         | 24:57                   | +1:33                   |
| Bronzová medaile              | Tomáš Kalenský          | Sportcentrum Jičín           | 24:42                   | +0:33                   | Bronzová medaile  | Monika Topinková        | OK Jiskra Nový Bor                        | 26:05                   | +2:41                   |
| Pořadí                        | H18 – starší dorostenci | H18 – starší dorostenci      | H18 – starší dorostenci | H18 – starší dorostenci | Pořadí            | D18 – starší dorostenky | D18 – starší dorostenky                   | D18 – starší dorostenky | D18 – starší dorostenky |
| Zlatá medaile                 | Michal Erlebach         | OK Jilemnice                 | 21:51                   |                         | Zlatá medaile     | Martina Dočkalová       | OK Lokomotiva Pardubice                   | 18:24                   |                         |
| Stříbrná medaile              | Tomáš Dlabaja           | SKOB Zlín                    | 22:38                   | +0:47                   | Stříbrná medaile  | Veronika Běhounová      | OK 99 Hradec Králové                      | 21:00                   | +2:36                   |
| Bronzová medaile              | Ondřej Kazda            | Sportcentrum Jičín           | 22:45                   | +0:54                   | Bronzová medaile  | Zuzana Jiřištová        | OK Jilemnice                              | 21:42                   | +3:18                   |
| Pořadí                        | H16 – mladší dorostenci | H16 – mladší dorostenci      | H16 – mladší dorostenci | H16 – mladší dorostenci | Pořadí            | D16 – mladší dorostenky | D16 – mladší dorostenky                   | D16 – mladší dorostenky | D16 – mladší dorostenky |
| Zlatá medaile                 | Václav Komanec          | OK Slavia Hradec Králové     | 20:28                   |                         | Zlatá medaile     | Michaela Przyczková     | TJ TŽ Třinec                              | 19:36                   |                         |
| Stříbrná medaile              | Jan Marcaník            | SKOB Zlín                    | 21:02                   | +0:34                   | Stříbrná medaile  | Radka Brožková          | Rovensko pod Troskami                     | 22:00                   | +2:24                   |
| Bronzová medaile              | Jaroslav Matyk          | OK Lokomotiva Pardubice      | 21:59                   | +1:31                   | Bronzová medaile  | Lenka Hrušková          | SK Orientační sporty Nové Město na Moravě | 22:09                   | +2:33                   |
| << předchozí • následující >> |                         |                              |                         |                         |                   |                         |                                           |                         |                         |

Souhrnné informace naleznete v článku Mistrovství České republiky v orientačním běhu na krátké trati.

## Mistrovství ČR klubů a oblastních výběrů
| Datum závodu   | 24. 9. 2000 |  | Místo konání    | Jetřichovice • aréna |  | Pořadatel       | OK Jiskra Nový Bor |
| Ředitel závodu |             |  | Hlavní rozhodčí |                      |  | Stavitelé tratí | Jaroslav Křtěnský  |
| Název mapy     | Vlčí rokle  |  | Web závodu      |                      |  | Výsledky závodu |                    |

| Zkrácené výsledky             | Zkrácené výsledky | Zkrácené výsledky | Zkrácené výsledky | Zkrácené výsledky | Zkrácené výsledky | Zkrácené výsledky | Zkrácené výsledky | Zkrácené výsledky | Zkrácené výsledky |
| Pořadí                        | DH21 - dospělí | DH21 - dospělí    | DH21 - dospělí    | Pořadí            | DH18 - dorost | DH18 - dorost     | DH18 - dorost     |                   |                   |
| ----------------------------- | --- | ----------------- | ----------------- | ----------------- | --- | ----------------- | ----------------- | ----------------- | ----------------- |
| Zlatá medaile                 | KOS TJ Tesla Brno Ondřej Hájek Zuzana Macúchová Radovan Čech Zdenka Stará Jan Skřička Vendula Klechová Martin Štěpánek         | 4:40:39           |                   | Zlatá medaile     | OK 99 Hradec Králové Pavel Solil Lenka Rybářová Radovan Kovařík Iva Rufferová Jan Dušátko Veronika Běhounová Petr Zvěřina        | 4:24:14           |                   |                   |                   |
| Stříbrná medaile              | USK Praha Kamil Arnošt Barbora Waldová Luboš Matějů Anežka Jahnová Jan Kučera Pavla Fialová Vladimír Lučan                     | 4:42:14           | +1:35             | Stříbrná medaile  | OK Lokomotiva Pardubice Filip Bolech Lenka Šponarová Jaroslav Matyk Šárka Víchová Jaroslav Krčál Martina Dočkalová Zbyněk Štěrba | 4:37:17           | +13:03            |                   |                   |
| Bronzová medaile              | SK OK 24 Praha Josef Vedral Vendula Ryšavá Pavel Vinš Magdalena Ryšavá Jiří Koníček Hana Lejsková Martin Tichovský             | 4:58:13           | +17:34            | Bronzová medaile  | Sportcentrum Jičín Jan Palas Zuzana Procházková Tomáš Hanzl Karolína Kousalová Jan Vodička Romana Kalenská Ondřej Kazda          | 4:41:43           | +17:29            |                   |                   |
| 4                             | SK Praga Tomáš Janovský Kateřina Mikšová Martin Kondrát Jana Kožinová Ondřej Pokorný Kateřina Ptáčková Zbyněk Hora             | 4:59:58           | +19:19            | 4                 | OK Slavia Hradec Králové Jan Bláha Barbora Stulíková Václav Komanec Adéla Weinerová Jan Gazdačko Lenka Doležalová Jakub Stulík   | 4:48:04           | +23:50            |                   |                   |
| 5                             | OK Slavia Hradec Králové Lukáš Svoboda Markéta Křenková Roman Paclík Lenka Myslivcová Jan Netuka Martina Fejlková David Hepner | 5:00:00           | +19:21            | 5                 | Oddíl OB Kotlářka Michal Novák Nováková Tomáš Procházka Iva Horálková Petr Žaloudek Kristýna Kovářová Jakub Valenta              | 4:59:02           | +34:48            |                   |                   |
| << předchozí • následující >> | |                   |                   |                   | |                   |                   |                   |                   |

Souhrnné informace naleznete v článku Mistrovství České republiky v orientačním běhu klubů a oblastních výběrů.

## Mistrovství ČR na klasické trati
| Datum závodu   | 30. 9. 2000   |  | Místo konání    | Rusava • aréna |  | Pořadatel       | SKOB Zlín   |
| Ředitel závodu | Petr Pernička |  | Hlavní rozhodčí |                |  | Stavitelé tratí | Jiří Stacke |
| Název mapy     | Ráztoka       |  | Web závodu      |                |  | Výsledky závodu |             |

| Zkrácené výsledky             | Zkrácené výsledky       | Zkrácené výsledky            | Zkrácené výsledky       | Zkrácené výsledky       | Zkrácené výsledky | Zkrácené výsledky       | Zkrácené výsledky          | Zkrácené výsledky       | Zkrácené výsledky       |
| Pořadí                        | H21 – muži              | H21 – muži                   | H21 – muži              | H21 – muži              | Pořadí            | D21 – ženy              | D21 – ženy                 | D21 – ženy              | D21 – ženy              |
| ----------------------------- | ----------------------- | ---------------------------- | ----------------------- | ----------------------- | ----------------- | ----------------------- | -------------------------- | ----------------------- | ----------------------- |
| Zlatá medaile                 | Rudolf Ropek            | Dukla Liberec                | 1:29:48                 |                         | Zlatá medaile     | Zdenka Stará            | KOS TJ Tesla Brno          | 1:09:05                 |                         |
| Stříbrná medaile              | Michal Jedlička         | Dukla Liberec                | 1:30:30                 | +0:42                   | Stříbrná medaile  | Bohdana Térová          | OK Doksy                   | 1:10:21                 | +1:16                   |
| Bronzová medaile              | Petr Losman             | OK 99 Hradec Králové         | 1:31:03                 | +1:15                   | Bronzová medaile  | Olga Lepšíková          | OK Jiskra Nový Bor         | 1:12:01                 | +2:56                   |
| 4                             | Libor Zřídkaveselý      | SK Žabovřesky Brno           | 1:33:16                 | +3:28                   | 4                 | Petra Novotná           | OK 99 Hradec Králové       | 1:12:26                 | +3:21                   |
| 5                             | Radovan Čech            | KOS TJ Tesla Brno            | 1:33:32                 | +3:44                   | 5                 | Barbora Chudíková       | VSK VŠB TU Ostrava         | 1:13:01                 | +3:56                   |
| 6                             | Vladimír Lučan          | USK Praha                    | 1:34:10                 | +4:22                   | 6                 | Kateřina Pracná         | SK Žabovřesky Brno         | 1:13:11                 | +4:06                   |
| 7                             | Martin Macek            | OK 99 Hradec Králové         | 1:36:28                 | +6:40                   | 7                 | Pavla Fialová           | USK Praha                  | 1:13:34                 | +4:29                   |
| 8                             | Radek Ticháček          | Sportcentrum Jičín           | 1:37:22                 | +7:34                   | 8                 | Katarína Libantová      | SOOB Spartak Rychnov n.Kn. | 1:14:04                 | +4:59                   |
| 9                             | Jan Skřička             | KOS TJ Tesla Brno            | 1:38:09                 | +8:21                   | 9                 | Jana Kuncová            | SOOB Spartak Rychnov n.Kn. | 1:14:26                 | +5:21                   |
| 10                            | Zdeněk Zuzánek          | OOB TJ Tatran Jablonec n. N. | 1:38:20                 | +8:32                   | 10                | Jana Fikkerová          | Sportcentrum Jičín         | 1:14:35                 | +5:30                   |
| Pořadí                        | H20 – junioři           | H20 – junioři                | H20 – junioři           | H20 – junioři           | Pořadí            | D20 – juniorky          | D20 – juniorky             | D20 – juniorky          | D20 – juniorky          |
| Zlatá medaile                 | Zbyněk Hora             | SK Praga                     | 1:20:33                 |                         | Zlatá medaile     | Lucie Waldová           | Oddíl OB Kotlářka          | 1:03:28                 |                         |
| Stříbrná medaile              | Jiří Kazda              | Sportcentrum Jičín           | 1:21:38                 | +1:05                   | Stříbrná medaile  | Vendula Klechová        | KOS TJ Tesla Brno          | 1:05:46                 | +2:18                   |
| Bronzová medaile              | Jan Mrázek              | Oddíl OB Kotlářka            | 1:22:43                 | +2:10                   | Bronzová medaile  | Martina Fejlková        | OK Slavia Hradec Králové   | 1:06:56                 | +3:28                   |
| Pořadí                        | H18 – starší dorostenci | H18 – starší dorostenci      | H18 – starší dorostenci | H18 – starší dorostenci | Pořadí            | D18 – starší dorostenky | D18 – starší dorostenky    | D18 – starší dorostenky | D18 – starší dorostenky |
| Zlatá medaile                 | Tomáš Dlabaja           | SKOB Zlín                    | 1:01:25                 |                         | Zlatá medaile     | Martina Dočkalová       | OK Lokomotiva Pardubice    | 50:49                   |                         |
| Stříbrná medaile              | Jan Vodička             | Sportcentrum Jičín           | 1:01:34                 | +0:09                   | Stříbrná medaile  | Veronika Běhounová      | OK 99 Hradec Králové       | 54:09                   | +3:20                   |
| Bronzová medaile              | Zbyněk Štěrba           | OK Lokomotiva Pardubice      | 1:02:57                 | +1:32                   | Bronzová medaile  | Iva Rufferová           | OK 99 Hradec Králové       | 55:40                   | +4:51                   |
| Pořadí                        | H16 – mladší dorostenci | H16 – mladší dorostenci      | H16 – mladší dorostenci | H16 – mladší dorostenci | Pořadí            | D16 – mladší dorostenky | D16 – mladší dorostenky    | D16 – mladší dorostenky | D16 – mladší dorostenky |
| Zlatá medaile                 | Jan Gazdačko            | OK Slavia Hradec Králové     | 52:24                   |                         | Zlatá medaile     | Kristýna Kovářová       | Oddíl OB Kotlářka          | 49:48                   |                         |
| Stříbrná medaile              | Jaroslav Krčál          | OK Lokomotiva Pardubice      | 54:32                   | +2:08                   | Stříbrná medaile  | Michaela Przyczková     | TJ TŽ Třinec               | 50:36                   | +0:48                   |
| Bronzová medaile              | Ondřej Prášil           | OK Jilemnice                 | 54:57                   | +2:33                   | Bronzová medaile  | Jana Panchártková       | OK 99 Hradec Králové       | 52:21                   | +2:33                   |
| << předchozí • následující >> |                         |                              |                         |                         |                   |                         |                            |                         |                         |

Souhrnné informace naleznete v článku Mistrovství České republiky v orientačním běhu na klasické trati.

## Mistrovství ČR štafet
| Datum závodu   | 1. 10. 2000   |  | Místo konání    | Rusava • aréna |  | Pořadatel       | SKOB Zlín       |
| Ředitel závodu | Petr Pernička |  | Hlavní rozhodčí |                |  | Stavitelé tratí | Antonín Kusbach |
| Název mapy     | Ondřejovsko   |  | Web závodu      |                |  | Výsledky závodu |                 |

| Zkrácené výsledky             | Zkrácené výsledky                                           | Zkrácené výsledky | Zkrácené výsledky | Zkrácené výsledky | Zkrácené výsledky                                                            | Zkrácené výsledky | Zkrácené výsledky | Zkrácené výsledky | Zkrácené výsledky |
| Pořadí                        | H21 – muži                                                  | H21 – muži        | H21 – muži        | Pořadí            | D21 – ženy                                                                   | D21 – ženy        | D21 – ženy        |                   |                   |
| ----------------------------- | ----------------------------------------------------------- | ----------------- | ----------------- | ----------------- | ---------------------------------------------------------------------------- | ----------------- | ----------------- | ----------------- | ----------------- |
| Zlatá medaile                 | Dukla Liberec Miroslav Seidl Michal Jedlička Rudolf Ropek   | 3:03:45           |                   | Zlatá medaile     | SOOB Spartak Rychnov n.Kn. Katarína Libantová Jana Kuncová Marcela Klapalová | 2:32:16           |                   |                   |                   |
| Stříbrná medaile              | USK Praha Vít Pospíšil Luboš Matějů Vladimír Lučan          | 3:04:50           | +1:05             | Stříbrná medaile  | KOS TJ Tesla Brno Zuzana Macúchová Vendula Klechová Zdenka Stará             | 2:37:22           | +5:06             |                   |                   |
| Bronzová medaile              | Sportcentrum Jičín Jiří Kazda Zdeněk Zikmund Radek Ticháček | 3:05:30           | +1:45             | Bronzová medaile  | OK 99 Hradec Králové Lucie Melounková Kateřina Novotná Petra Novotná         | 2:44:42           | +12:26            |                   |                   |
| 4                             | KOS TJ Tesla Brno Martin Štěpánek Radovan Čech Jan Skřička  | 3:05:53           | +2:08             | 4                 | SK OK 24 Praha Magdalena Ryšavá Hana Lejsková Vendula Ryšavá                 | 2:46:04           | +13:48            |                   |                   |
| 5                             | OK 99 Hradec Králové Martin Macek Radek Novotný Petr Losman | 3:06:37           | +2:52             | 5                 | SK Žabovřesky Brno Lenka Novotná Dana Javůrková Kateřina Pracná              | 2:47:09           | +14:53            |                   |                   |
| Pořadí                        | H18 – dorostenci                                            | H18 – dorostenci  | H18 – dorostenci  | Pořadí            | D18 – dorostenky                                                             | D18 – dorostenky  | D18 – dorostenky  |                   |                   |
| Zlatá medaile                 | SKOB Zlín Jiří Krejčík Jan Marcaník Tomáš Dlabaja           | 2:27:23           |                   | Zlatá medaile     | OK 99 Hradec Králové Jana Panchártková Iva Rufferová Veronika Běhounová      | 2:12:16           |                   |                   |                   |
| Stříbrná medaile              | OK Jilemnice Tomáš Redlich Ondřej Prášil Michal Erlebach    | 2:27:58           | +0:35             | Stříbrná medaile  | OK Lokomotiva Pardubice Hana Roháčková Šárka Víchová Martina Dočkalová       | 2:13:14           | +0:58             |                   |                   |
| Bronzová medaile              | Sportcentrum Jičín Jan Palas Ondřej Kazda Jan Vodička       | 2:30:02           | +2:39             | Bronzová medaile  | Oddíl OB Kotlářka Iva Horálková Lucie Nováková Kristýna Kovářová             | 2:16:33           | +4:17             |                   |                   |
| << předchozí • následující >> |                                                             |                   |                   |                   |                                                                              |                   |                   |                   |                   |

Souhrnné informace naleznete v článku Mistrovství České republiky v orientačním běhu štafet.

## Mistrovství ČR ve sprintu
| Datum závodu   | 7. 10. 2000 |  | Místo konání    | Jihlava • aréna |  | Pořadatel       | OK Jihlava |
| Ředitel závodu |             |  | Hlavní rozhodčí |                 |  | Stavitelé tratí |            |
| Název mapy     | Jihlava     |  | Web závodu      |                 |  | Výsledky závodu |            |

| Zkrácené výsledky             | Zkrácené výsledky       | Zkrácené výsledky                    | Zkrácené výsledky       | Zkrácené výsledky       | Zkrácené výsledky | Zkrácené výsledky       | Zkrácené výsledky           | Zkrácené výsledky       | Zkrácené výsledky       |
| Pořadí                        | H21 – muži              | H21 – muži                           | H21 – muži              | H21 – muži              | Pořadí            | D21 – ženy              | D21 – ženy                  | D21 – ženy              | D21 – ženy              |
| ----------------------------- | ----------------------- | ------------------------------------ | ----------------------- | ----------------------- | ----------------- | ----------------------- | --------------------------- | ----------------------- | ----------------------- |
| Zlatá medaile                 | Rudolf Ropek            | Dukla Liberec                        | 18:55                   |                         | Zlatá medaile     | Marcela Klapalová       | SOOB Spartak Rychnov n.Kn.  | 24:46                   |                         |
| Stříbrná medaile              | Libor Zřídkaveselý      | SK Žabovřesky Brno                   | 19:28                   | +0:33                   | Stříbrná medaile  | Zuzana Macúchová        | KOS TJ Tesla Brno           | 24:49                   | +0:03                   |
| Bronzová medaile              | Petr Losman             | OK 99 Hradec Králové                 | 19:36                   | +0:41                   | Bronzová medaile  | Vendula Klechová        | KOS TJ Tesla Brno           | 25:59                   | +1:13                   |
| 4                             | Thomas Krejci           | Rakousko                             | 19:57                   | +1:02                   | 4                 | Jana Kuncová            | SOOB Spartak Rychnov n.Kn.  | 26:14                   | +1:28                   |
| 5                             | Richard Klech           | SKOB Horní Benešov                   | 20:05                   | +1:10                   | 5                 | Zdenka Stará            | KOS TJ Tesla Brno           | 26:17                   | +1:31                   |
| 5                             | Michal Jedlička         | Dukla Liberec                        | 20:05                   | +1:10                   | 6                 | Eva Šichnárková         | SKOB Zlín                   | 26:49                   | +2:03                   |
| 7                             | Radek Ticháček          | Sportcentrum Jičín                   | 20:13                   | +1:18                   | 7                 | Barbora Waldová         | USK Praha                   | 26:59                   | +2:13                   |
| 8                             | David Hepner            | OK Slavia Hradec Králové             | 20:18                   | +1:23                   | 8                 | Lenka Klimplová         | OK Lokomotiva Pardubice     | 27:14                   | +2:28                   |
| 9                             | Luboš Matějů            | USK Praha                            | 20:28                   | +1:33                   | 9                 | Věra Komínková          | Slavia Liberec orienteering | 27:45                   | +2:59                   |
| 10                            | Radek Novotný           | OK 99 Hradec Králové                 | 21:08                   | +2:13                   | 10                | Lenka Koblížková        | TJ Tolar Jindřichův Hradec  | 28:10                   | +3:24                   |
| Pořadí                        | H20 – junioři           | H20 – junioři                        | H20 – junioři           | H20 – junioři           | Pořadí            | D20 – juniorky          | D20 – juniorky              | D20 – juniorky          | D20 – juniorky          |
| Zlatá medaile                 | Jiří Kazda              | Sportcentrum Jičín                   | 15:58                   |                         | Zlatá medaile     | Lucie Waldová           | Oddíl OB Kotlářka           | 18:46                   |                         |
| Stříbrná medaile              | Jaromír Švihovský       | OK Jiskra Nový Bor                   | 16:52                   | +0:54                   | Stříbrná medaile  | Vendula Ryšavá          | SK OK 24 Praha              | 19:47                   | +1:01                   |
| Bronzová medaile              | Jaromír Vlach           | Sportovní klub ve Vrbně pod Pradědem | 17:04                   | +1:06                   | Bronzová medaile  | Zuzana Stehnová         | Oddíl OB Kotlářka           | 19:54                   | +1:08                   |
| Pořadí                        | H18 – starší dorostenci | H18 – starší dorostenci              | H18 – starší dorostenci | H18 – starší dorostenci | Pořadí            | D18 – starší dorostenky | D18 – starší dorostenky     | D18 – starší dorostenky | D18 – starší dorostenky |
| Zlatá medaile                 | Jan Vodička             | Sportcentrum Jičín                   | 15:51                   |                         | Zlatá medaile     | Kateřina Nováková       | OK Doksy                    | 17:12                   |                         |
| Stříbrná medaile              | Zbyněk Štěrba           | OK Lokomotiva Pardubice              | 16:25                   | +0:34                   | Stříbrná medaile  | Martina Dočkalová       | OK Lokomotiva Pardubice     | 17:40                   | +0:28                   |
| Bronzová medaile              | Michal Novák            | Oddíl OB Kotlářka                    | 16:33                   | +0:42                   | Bronzová medaile  | Anna Langpaulová        | OK Sparta Praha             | 18:11                   | +0:59                   |
| Pořadí                        | H16 – mladší dorostenci | H16 – mladší dorostenci              | H16 – mladší dorostenci | H16 – mladší dorostenci | Pořadí            | D16 – mladší dorostenky | D16 – mladší dorostenky     | D16 – mladší dorostenky | D16 – mladší dorostenky |
| Zlatá medaile                 | Ondřej Prášil           | OK Jilemnice                         | 16:38                   |                         | Zlatá medaile     | Michaela Przyczková     | TJ TŽ Třinec                | 17:25                   |                         |
| Stříbrná medaile              | Jan Procházka           | KOB Dobřichovice                     | 17:13                   | +0:35                   | Stříbrná medaile  | Zuzana Perůtková        | OOB TJ Slovan Luhačovice    | 17:58                   | +0:33                   |
| Bronzová medaile              | Jan Marcaník            | SKOB Zlín                            | 17:30                   | +0:52                   | Bronzová medaile  | Karolína Kousalová      | Sportcentrum Jičín          | 18:36                   | +1:11                   |
| << předchozí • následující >> |                         |                                      |                         |                         |                   |                         |                             |                         |                         |

Souhrnné informace naleznete v článku Mistrovství České republiky v orientačním běhu ve sprintu.